# Cheryl

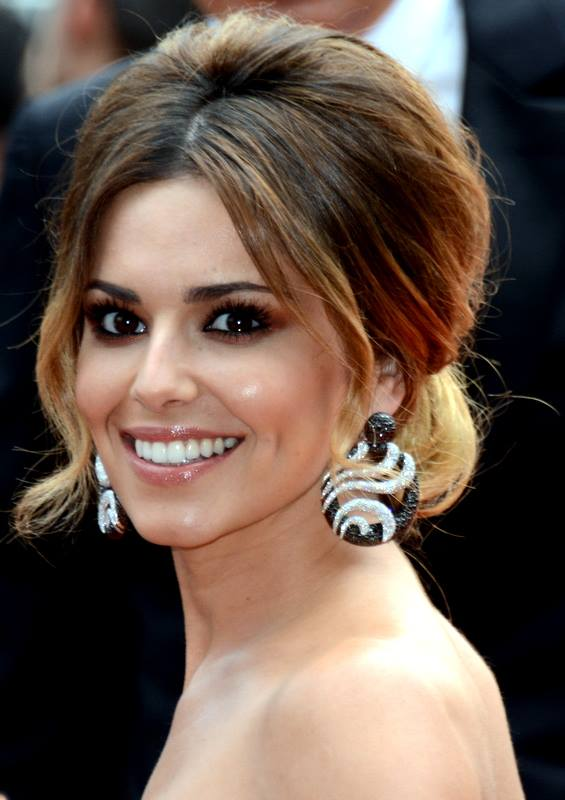
Cheryl Cole, sångerska och fd medlem i Girls Aloud.

Cheryl är ett walesiskt kvinnonamn som betyder kärlek.
Den 31 december 2014 fanns det totalt 93 kvinnor folkbokförda i Sverige med namnet Cheryl, varav 66 bar det som tilltalsnamn.
Namnsdag: saknas

## Personer med namnet Cheryl
- Cheryl Bernard, kanadensisk curlingspelare
- Cheryl Cole, brittisk sångerska
- Cheryl Hines, amerikansk skådespelare
- Cheryl Ladd, amerikansk skådespelare
- Cheryl Lynn, amerikansk sångerska
- Cheryl Miller, amerikansk basketspelare
- Cheryl Pounder, kanadensisk ishockeyspelare